# Ostoja Wilanów
Ostoja Wilanów – osiedle mieszkaniowe w dzielnicy Wilanów w Warszawie.

## Położenie i charakterystyka
Osiedle Ostoja Wilanów położone jest na stołecznym Wilanowie, na północy obszaru Miejskiego Systemu Informacji Błonia Wilanowskie, w obrębie Miasteczka Wilanów. Znajduje się w rejonie ulic Jerzego Benjamina Flatta i Prymasa Augusta Hlonda oraz alei Rzeczypospolitej. Przy południowo-wschodniej granicy przebiega Rów Wolicki. Po jego drugiej stronie, za ulicą Hlonda, znajduje się Świątynia Opatrzności Bożej. Na północy sąsiaduje ze Szkołą Podstawową nr 400 im. Marii Skłodowskiej-Curie. Po przeciwnej stronie ul. Flatta przebiega natomiast granica otuliny rezerwatu przyrody Skarpa Ursynowska.
Osiedle mieści się w całości pod adresami przy ulicy Hlonda (numery parzyste wraz z oznaczeniami literowymi od 2 do 10L). Składa się z 33 budynków o 5 kondygnacjach każdy posadowionych na działce o powierzchni ok. 17,4 ha. Budowę zrealizowano w dziesięciu etapach w latach 2005–2017. Powstało 1929 mieszkań oraz 38 lokali usługowych. Powierzchnia użytkowa mieszkań to łącznie ok. 167 tys m². Budynki mają przynależne mieszkaniom na parterach ogródki, a na wyższych piętrach balkony i tarasy.
Deweloperem osiedla była Fadesa Polnord Polska Sp. z o.o. będąca wspólnym przedsięwzięciem spółek hiszpańskiej Martinsa-Fadesa oraz polskiej Polnord S.A. (wcześniej Prokom Investments). Osiedle zostało zaprojektowane przez zespół pracowni architektonicznej Kuryłowicz & Associates w składzie Stefan Kuryłowicz, Maria Saloni-Sadowska, Arkadiusz Chamielec, Artur Płaza, Piotr Krynicki, Grzegorz Szymański i Michał Niemyski. W projektowaniu poszczególnych budynków udział wzięły także pracownie Mąka Sojka (etap C2) oraz Szymborski i Szymborski (etapy C4, C3 i B2).
W centralnej części osiedla znajduje się staw o charakterze zbiornika retencyjnego o długości ok. 300 metrów, który zaprojektowano jako oś kompozycyjną. Wokół niego urządzono park o powierzchni ok. 2 ha z alejkami i placami zabaw, brzegi akwenu połączone są drewnianymi mostkami. Dodatkowo w północno-wschodniej części osiedla urządzono, dostępny tylko dla mieszkańców, park leśny ze starodrzewiem, ścieżką edukacyjną i boiskiem sportowym o nazwie Ostoja Wilanów. Łącznie tereny zielone zaplanowano na powierzchni ok. 5 ha.
Osiedle uzyskało drugie miejsce w konkursie „Najlepszy Projekt Mieszkaniowy 2012–2015” zorganizowanym przez Polski Związek Firm Deweloperskich w kategorii „Zabudowa zgodna z zasadą zrównoważonego rozwoju”. Zespół mieszkaniowy wyróżniono za koncepcję urbanistyczną inspirowaną ideą miasta ogrodu, przy równoczesnym zastosowaniu najnowocześniejszych rozwiązań architektonicznych.

## Galeria
| - Osiedle od południa, od ul. Hlonda, widoczny Rów Wolicki - Podłużny staw położony na terenie osiedla zimą - Wejście do prywatnego parku Ostoja Wilanów - Tablica informacyjna z mapą osiedla przy wejściu do parku |